# Boloria isis
Boloria isis är en fjärilsart som beskrevs av Jacob Hübner 1793. Boloria isis ingår i släktet Boloria och familjen praktfjärilar. Inga underarter finns listade i Catalogue of Life.